# Marcin Zaleski
Marcin Zaleski (sinh năm 1796 – mất ngày 16 tháng 9 năm 1877) là một họa sĩ người Ba Lan. Ông là đại diện của trường phái Tân cổ điển và được xem là họa sĩ tranh quang cảnh vĩ đại nhất của Ba Lan trong thế kỷ 19. Ông chủ yếu vẽ quang cảnh thành phố Warsaw, Kraków và Vilnius.

## Tiểu sử
Zaleski sinh tại Kraków. Ông học hội họa ở Kraków và Warsaw. Trong các năm 1817-1822, Zaleski làm nhân viên trang trí trong một nhà hát ở Warsaw và đồng thời vẽ các bản sao của các bức tranh nổi tiếng. Năm 1828 đánh dấu lần đầu tiên ông triển lãm các tác phẩm của mình. Ông được nhận học bổng để đi học thành họa sĩ. Sau đó, ông theo học hội họa ở Đức, Pháp và Ý. Zaleski cũng là một nhiếp ảnh gia dùng thủ pháp chụp hình đage đầu tiên ở Warsaw. Ông đã chụp những bức ảnh đầu tiên vào khoảng năm 1840. Những tấm ảnh này ngày nay không còn tồn tại và không ai biết chính xác chúng mô tả những gì. Năm 1846, Zaleski trở thành giáo sư phối cảnh tại Trường Mỹ thuật ở Warsaw.
Zaleski mất tại Warsaw năm 1877, hưởng thọ 80 tuổi. Ông được chôn cất tại Nghĩa trang Powązki.

## Tác phẩm
Zaleski đặc biệt nổi tiếng với các bức tranh mô tả quang cảnh thành phố và kiến trúc của Warsaw, Kraków và Vilnius. Các tác phẩm của ông hiện có thể được chiêm ngưỡng tại Bảo tàng Quốc gia ở Warsaw, Ba Lan, Bảo tàng Adam Mickiewicz ở Thổ Nhĩ Kỳ và Cung điện Gomel, cùng nhiều địa điểm khác. Trong số các tác phẩm của Zaleski có một sê-ri tranh về Cuộc nổi dậy tháng 11 ở Warsaw mà ông đã chứng kiến và vẽ nên. Những bức tranh của ông và của Bernardo Bellotto đã được sử dụng để dựa trên đó mà người ta tái tạo lại các tòa nhà lịch sử ở Warsaw đã bị hư hại hoặc phá hủy trong Chiến tranh thế giới thứ hai.
Năm 2019, Bảo tàng Quốc gia ở Warsaw thu hồi được bức tranh sơn dầu Phía trong một nhà thờ ở Milan của Zaleski. Bức tranh này vốn bị mất tích sau cuộc Khởi nghĩa Warsaw năm 1944. Năm 2018, bức tranh được phát hiện đang lưu lạc ở Vienna và được đưa về Ba Lan nhờ những nỗ lực của Bộ Văn hóa và Di sản Quốc gia Ba Lan. Một buổi lễ bàn giao chính thức với sự tham dự của Bộ trưởng Bộ Văn hóa Piotr Gliński đã được tổ chức tại Bảo tàng Quốc gia ở Warsaw để kỷ niệm sự trở lại của tác phẩm vốn tưởng bị mất này.

## Triển lãm

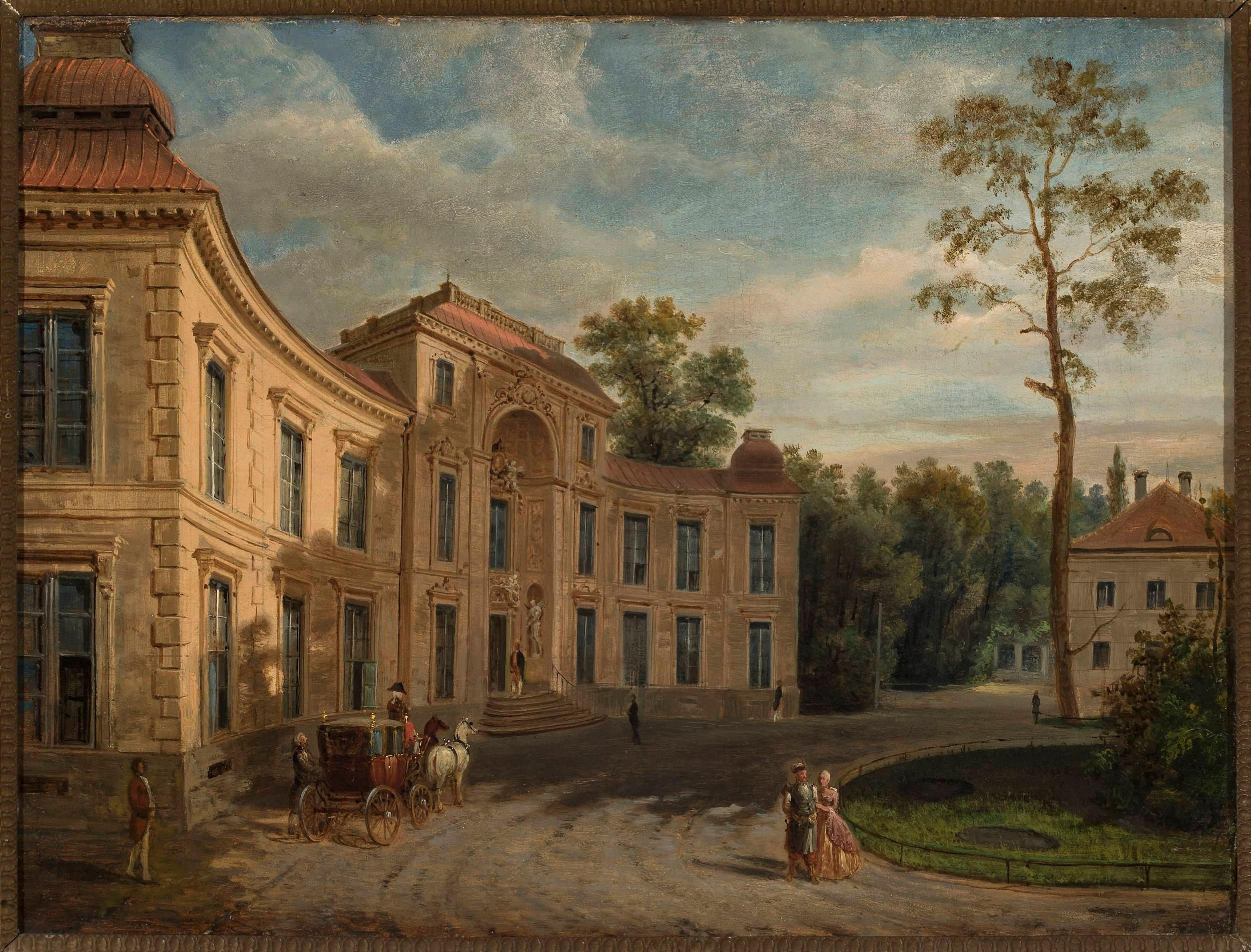
Dinh Myślewicki ở Công viên Łazienki, 1870
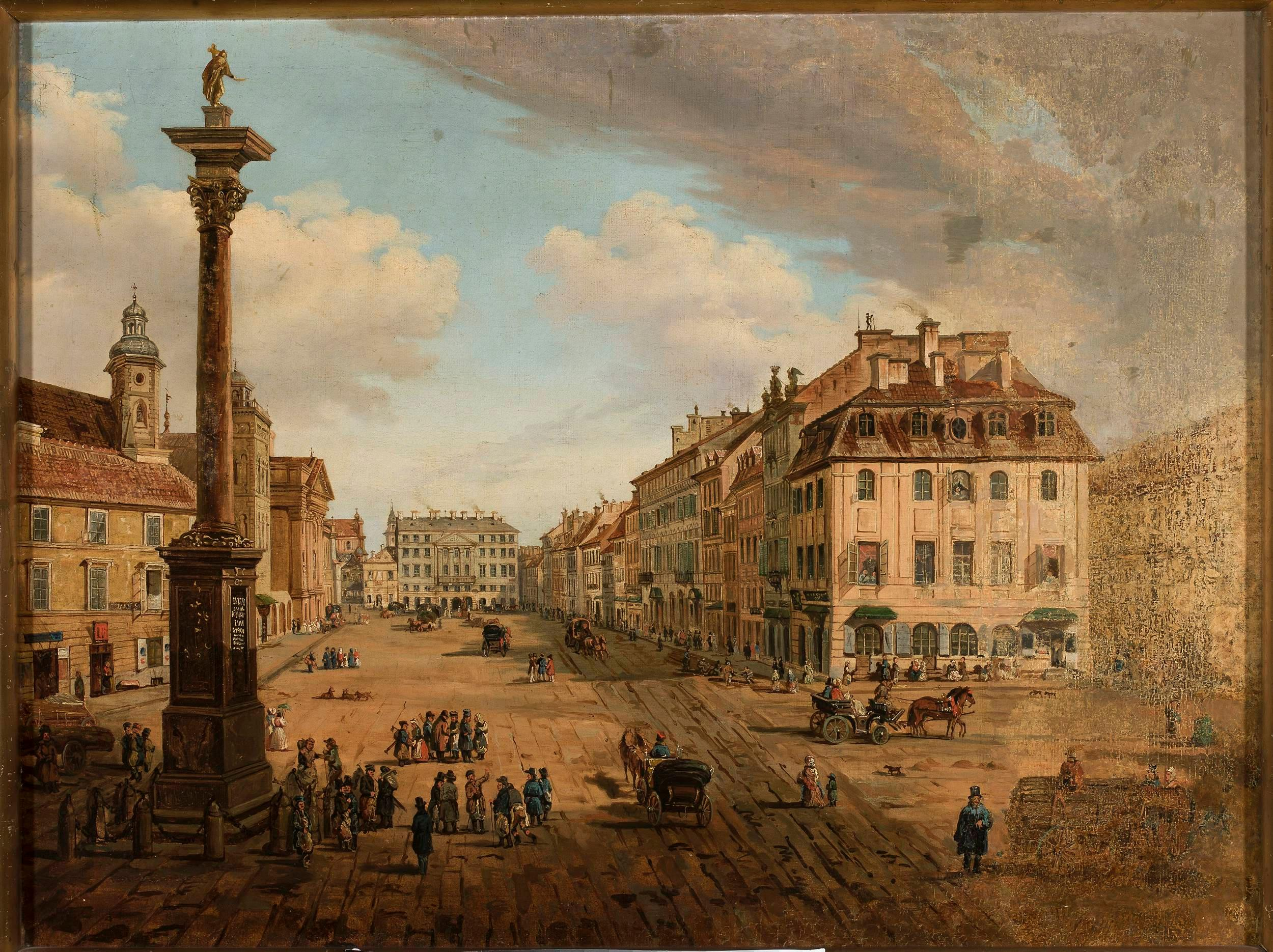
Quang cảnh từ Quảng trường Lâu đài tới Krakowskie Przedmieście, khoảng 1838
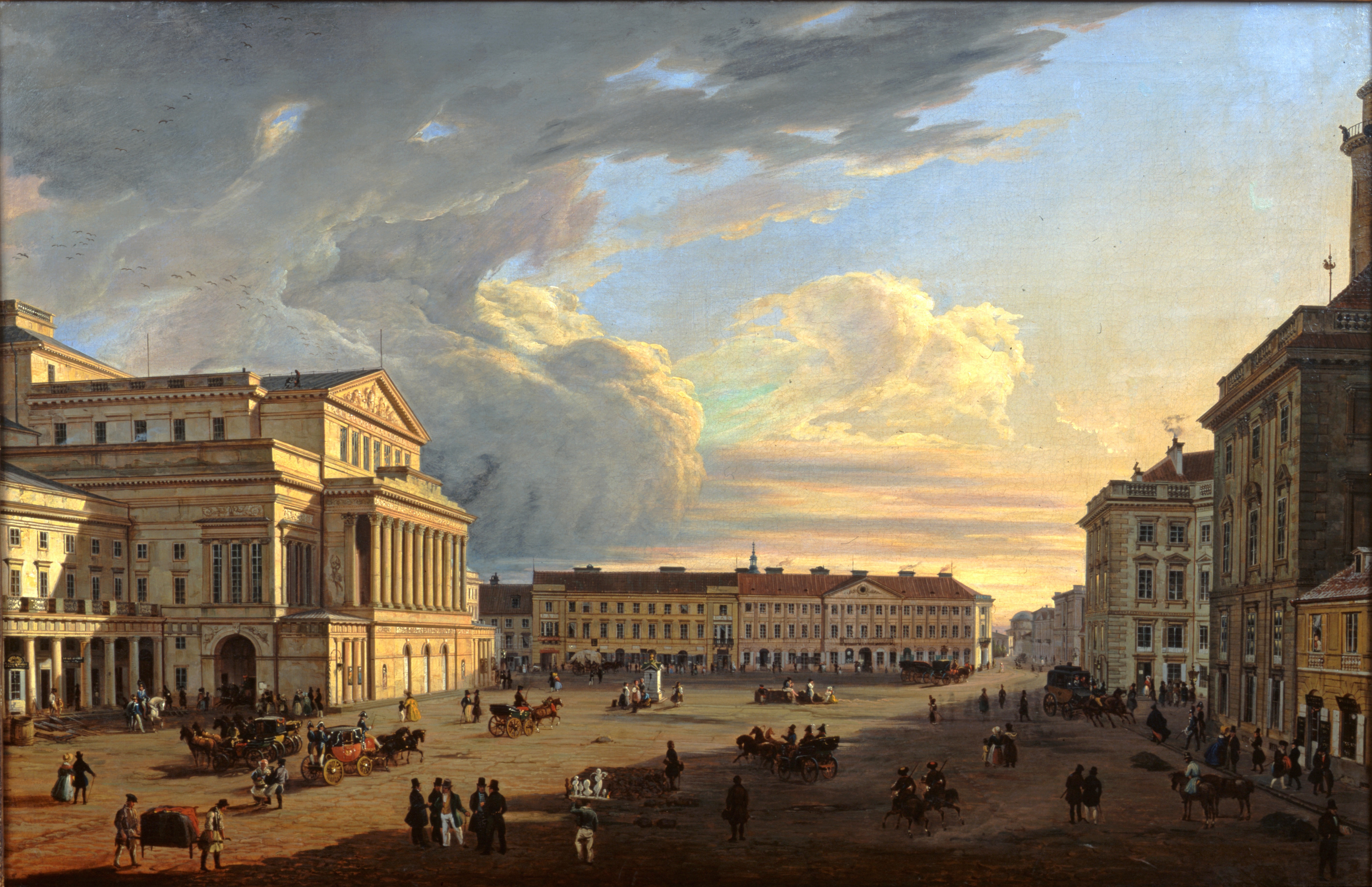
Quảng trường Nhà hát ở Warsaw, 1838
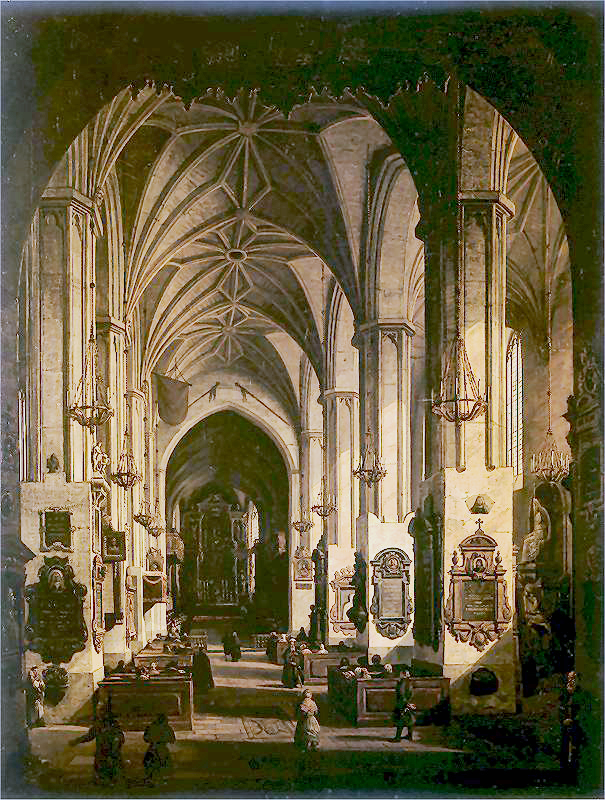
Nhà thờ Thánh John, khoảng 1840
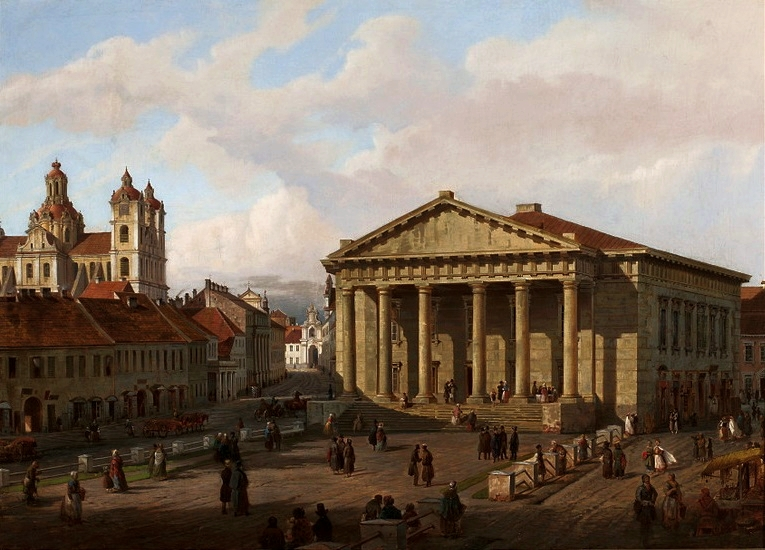
Tòa thị chính ở Vilnius, khoảng 1846
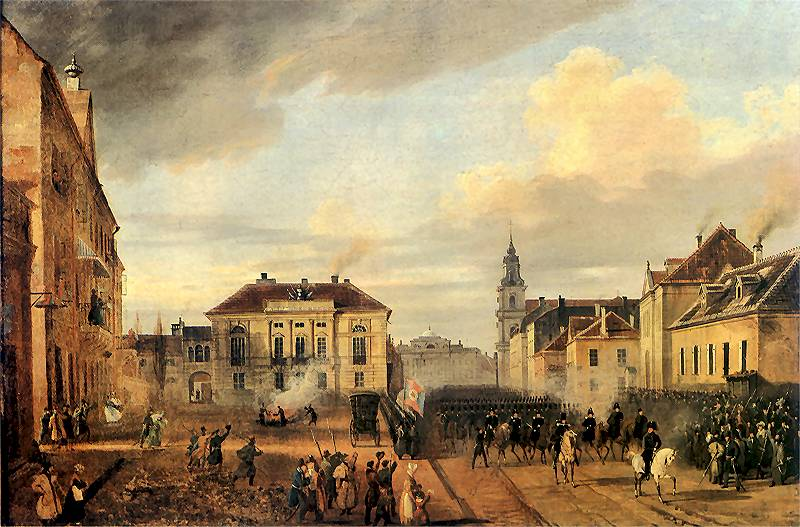
Sự trở lại của Biệt đội Quân đội Ba Lan từ Wierzbno, 1831
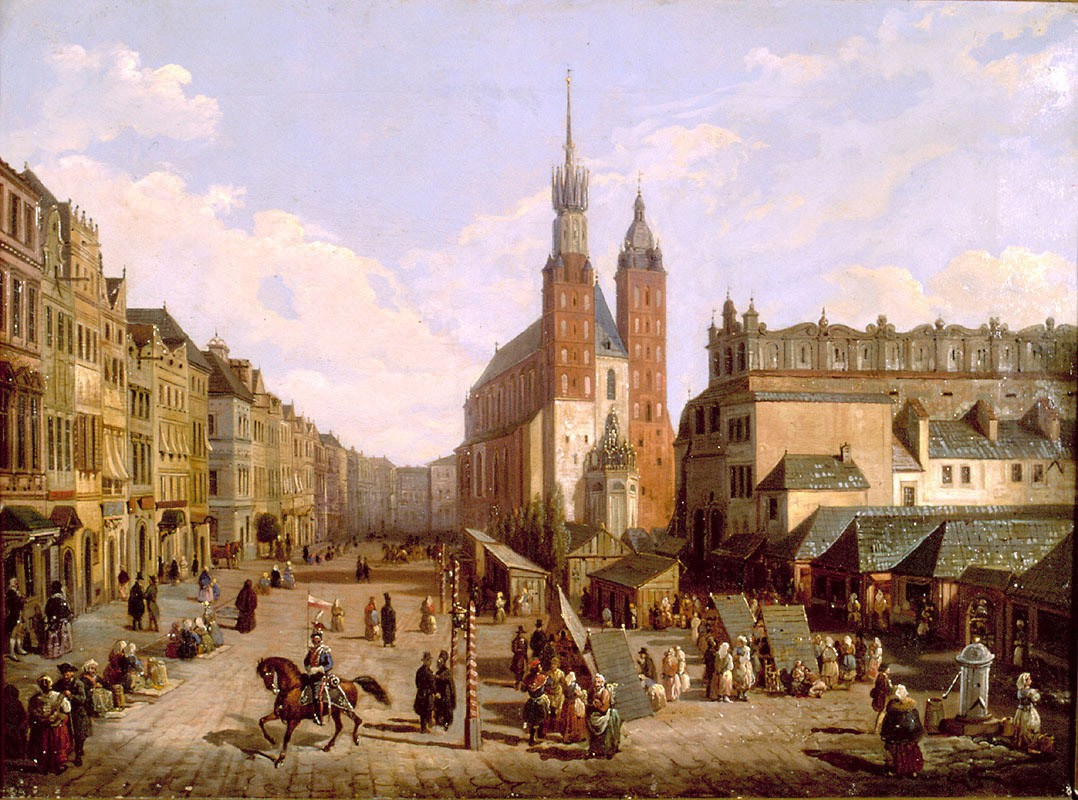
Quảng trường Chợ ở Kraków, 1836
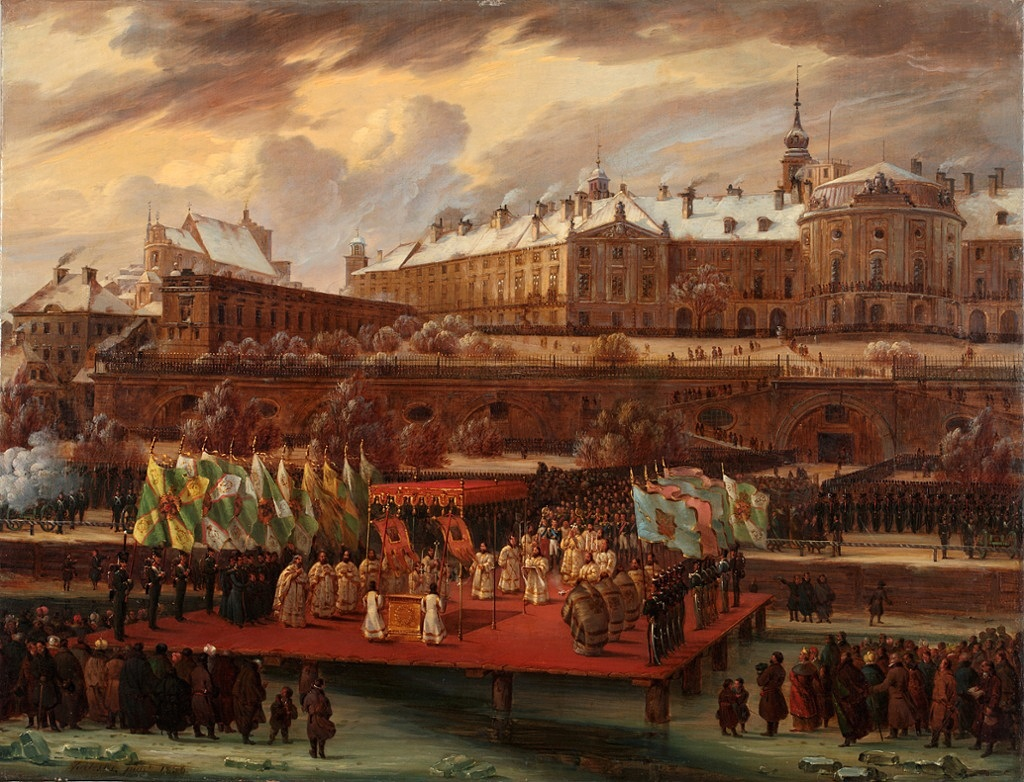
Đại tiệc của Jordan, 1836